# Haus Hiddenhausen

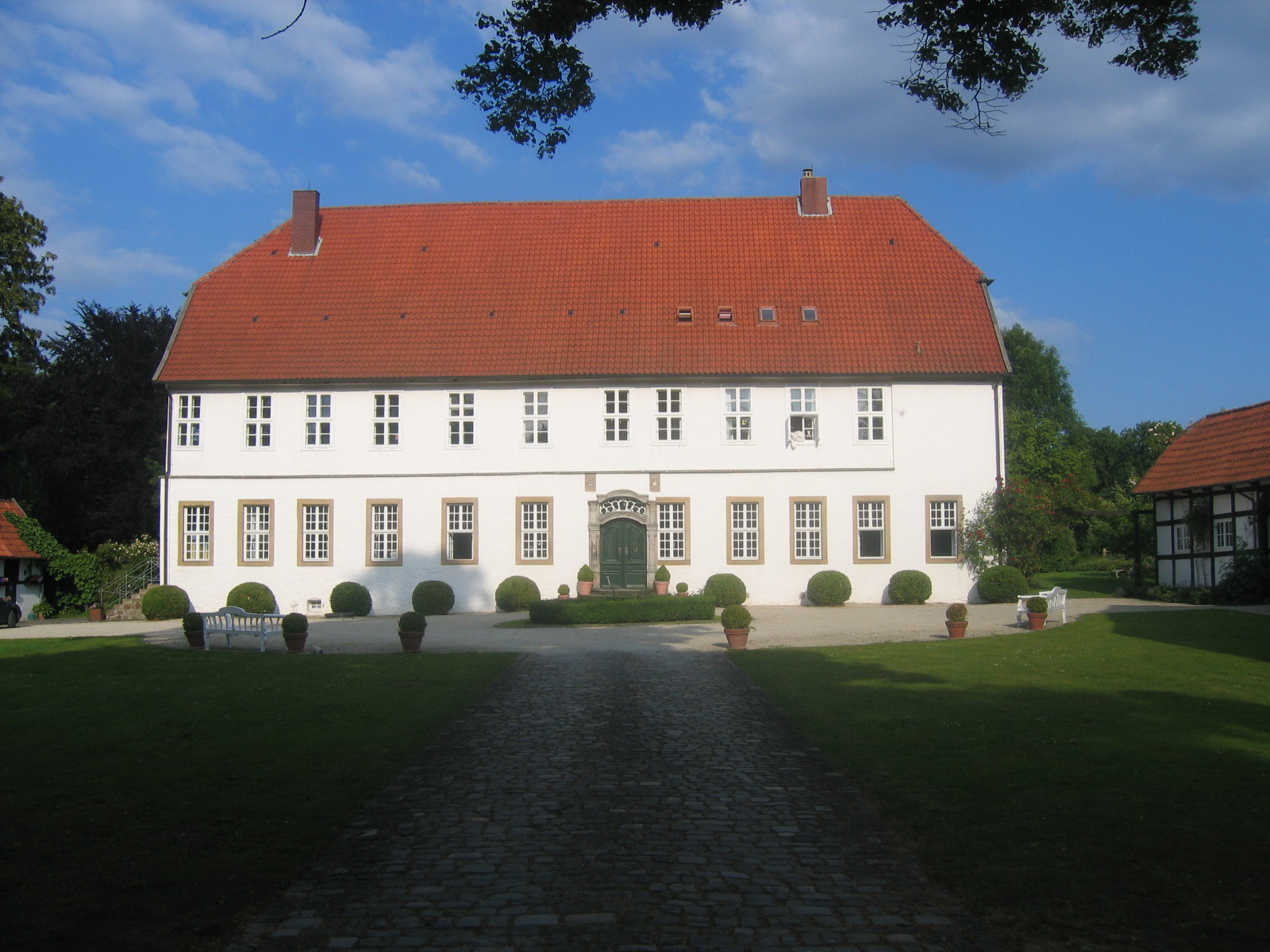
Herrenhaus

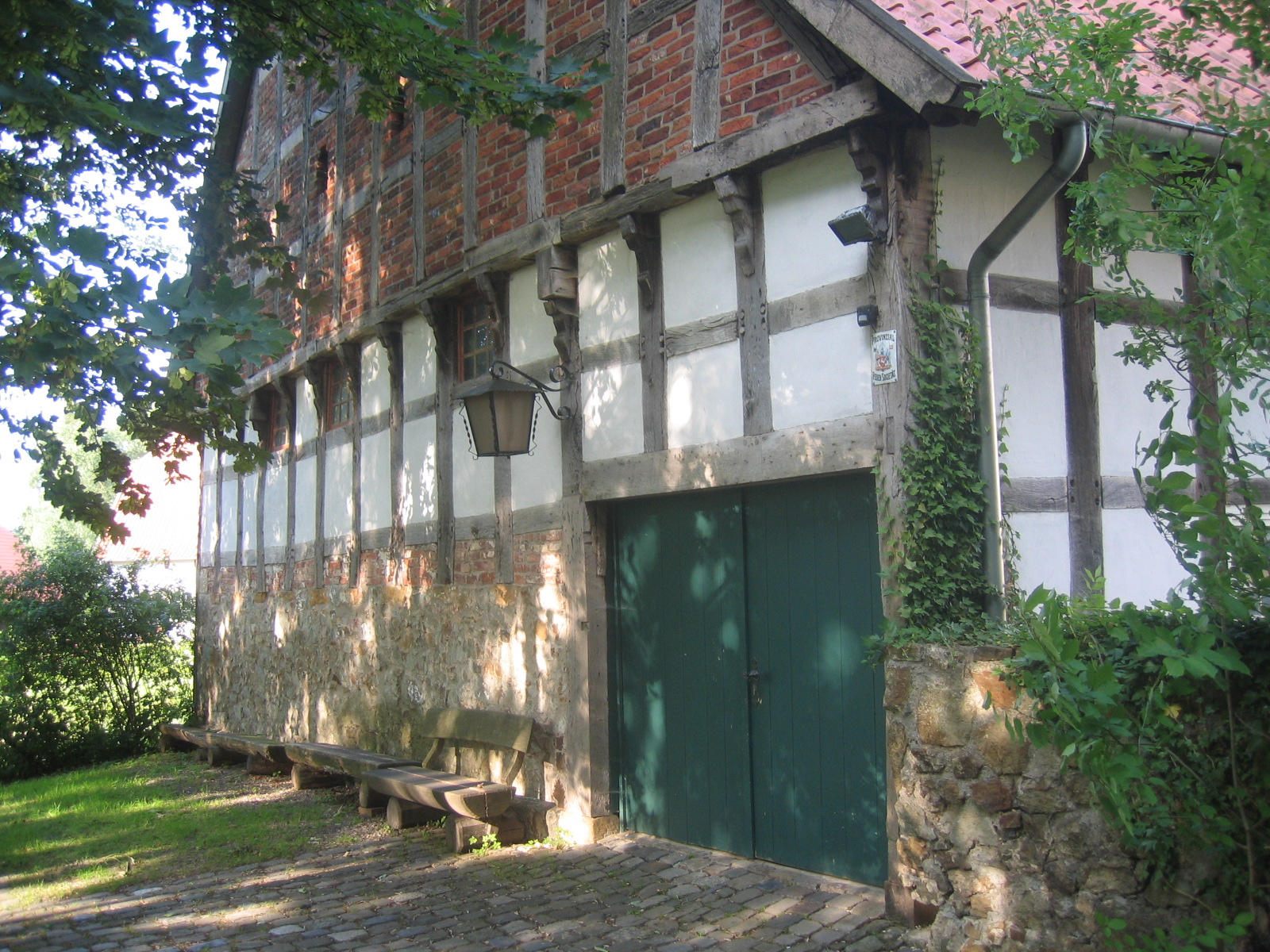
Scheune

Haus Hiddenhausen ist ein Adelssitz im nordrhein-Westfälischen Hiddenhausen. Das Gut liegt etwa 700 Meter vom Gut Bustedt, etwa drei Kilometer vom Gut Oberbehme und etwa 3,5 Kilometer vom Gut Steinlacke entfernt. In zwei zum Herrenhaus gehörenden Zehntscheunen befindet sich seit 1997 ein Holzhandwerksmuseum.

## Geschichte
Die Anfänge des Ansitzes lassen sich etwa auf das Jahr um 1400 datieren, als die Familie Nagel begann, in Hiddenhausen, Oetinghausen und Eilshausen Bauernhöfe und Grundrenten (Zehnten) aufzukaufen. Sie wurde damit zu den Grundherren der betreffenden Bauern.
Die Familie Consbruch, die das Haus von der Familie Nagel 1701 inklusive der zugehörigen Grundrechte übernahm, stellte den Amtmann von Enger. Somit war das Haus Hiddenhausen Verwaltungssitz für die Gemeinden Spenge, Enger und Hiddenhausen (vgl. Verwaltungsstruktur für die Grafschaft Ravensberg). Daher wird das Haus auch Amtshaus genannt. Die Consbruchs waren in ihrer Funktion als Amtmänner zugleich Notare, Schiedsmänner und Richter. Die Gebäude mit dem Herrenhaus als Mittelpunkt stammen aus dem 17. und 18. Jahrhundert. 1888 wurden die Consbruch geadelt. Das Gut ist auch heute noch im Besitz der Familie von Consbruch.

## Bauten und Park
Das Herrenhaus aus dem 17. und 18. Jahrhundert ist im Barockstil erbaut. In den drei zugehörigen Fachwerkscheunen wurden unter anderem die Zehnten der Bauern der Umgebung eingelagert. Zum denkmalgeschützten Gut gehört ein ebenfalls denkmalgeschützter Park.